# Trust (Stargate)
El Trust es un sombrío grupo terrorista interplanetario ficticio de las series de televisión Stargate SG-1 y Stargate Atlantis.

## Descripción
El Trust está compuesto por exagentes renegados NID que realizan operativos gracias a negocios internacionales y a políticos corruptos que los financian. Tiene una larga y complicada historia intrínsecamente vinculada al Programa Stargate. Cuando el SGC fue puesto en funcionamiento, el General Hammond recuerda "una escaramuza filosófica acerca de su mandato. Alguna gente quería asegurarse de que todo y todos los descubrimientos fueran traídos independientemente de consideraciones como la diplomacia planetaria". Estas "personas" fueron sacadas del programa por el presidente, pero no se fueron; instantáneamente, usaron sus influencias en la NID y siguieron con su propio programa ilegal. Finalmente, se descubrió que estos agentes NID eran subordinados a los miembros de un grupo denominado "el Comité", un conjunto de hombres de negocios internacionales que sabían de la existencia de la puerta y los estaban utilizando para adquirir la tecnologías alienígenas para utilizarlas con fines comerciales.

## Historia
Después de la reforma del NID y gracias a los esfuerzos y las instigaciones de los agentes del NID como Malcolm Barrett, El Comité fue expuesto y encarcelado. Como resultado de ello, sus células en fuera del planeta se reorganizaron y se hicieron más radicales en sus métodos y objetivos, entrar en conflicto directo con el SGC y la Fuerza Aérea de los EE. UU. varias veces en lugar de operar detrás de escena como lo habían hecho hasta este punto. Finalmente, sin embargo, algunos de estos agentes fueron infiltrados o capturados y llevados por los Goa'uld. Regresaron a la Tierra y al parecer pusieron en peligro al resto de la organización, proporcionando una base de poder inmediato para los Goa'uld. En "Full Alert" se las ingenian para poner un symbionte Goa'uld en el exvicepresidente Robert Kinsey. Y tratan de poner a la Tierra en una guerra nuclear después de comprometer al General Ruso Kiselev tres años atrás con otro symbionte, para que de esta forma los Goa'uld puedan venir y reclamar en el puesto avanzado antiguo en la Antártida. Sin embargo, los políticos fueron capaces de detener la guerra y a los agentes del Trust a bordo de un Al'kesh que fue destruido por el Prometheus. Cuando Ba'al huyó ante la victoria de la rebelión Jaffa, llegó a la Tierra y, al parecer, se hizo cargo de la red internacional del Trust. El Trust no aparece de nuevo hasta la temporada nueve, en "Deus Ex Machina".
El Trust aparece de nuevo en la temporada dos de Stargate Atlantis en el episodio "Masa Crítica" donde utilizan un operativo para plantar un artefacto explosivo en la ciudad de Atlantis. El General Landry y el Agente Barrett trabajan juntos en un intento por detener el plan del Trust y la destrucción de la ciudad. Sin embargo, pierden el contacto con la ciudad, a mediados de la investigación.
Esto demuestra que el Trust tiene una asombrosa cantidad de poder en la Tierra y que ninguna organización está a salvo de ellos. Son capaces de aprender de Atlantis, convertir al Coronel Steven Caldwell en un anfitrión Goa'uld e incluso usar la tecnología de manipulación de memoria en el agente Barret del NID. También tienen métodos de interceptar y deshabilitar las comunicaciones seguras de la Fuerza Aérea. Se esperaba que la captura de Ba'al habría permitido al NID finalmente destruir al Trust pero aún siguen siendo una fuerza poderosa en la Tierra.
Irónicamente, con la caída de los Señores del Sistema puede significar que el Trust es la más poderosa organización Goa'uld en la galaxia. Desde la llegada de Ba'al a la Tierra, sin embargo, no ha habido ningún cambio significativo en la identidad de los más importantes Goa'uld en la galaxia.

## Episodios Clave
1. "Smoke & Mirrors" - Los dirigentes de los renegados NID ("el Comité") están expuestos, obligando a la mayoría de los renegados a ir aún más en contra de la ley.
2. " Inauguration " - El Vicepresidente Kinsey demuestra que todavía tienen fuertes lazos con los exagentes NID renegados. Richard Woolsey adquiere las pruebas de Kinsey del General Hammond.
3. " Lost City " - Kinsey muestra sus verdaderos colores cuando trata de forzar a la Dr Elizabeth Weir para eliminar al SG-1 inmediatamente. Más tarde, amenaza al Presidente Henry Hayes después de que le dice que "cierre ese infierno".
4. " Covenant " - El nombre "Trust" aparece por primera vez, ya que derriban a un hombre, Alec Colson, que trata de exponer el programa Stargate.
5. "Endgame" - El Trust, que opera desde la nave de Osiris, roba el Stargate y lo utiliza para lanzar un ataque sobre todos los Goa'uld utilizando el veneno para symbiontes, sin tener en cuenta la vida de los Jaffa o Tok'ra. Son detenidos por el SG-1, pero huyen al hiperespacio antes de ser detenidos.
6. " Full Alert " - El Trust vuelve a la Tierra y hace contacto con el exvicepresidente Kinsey. El Trust quiere que los contacte a ellos con el General Ruso Kiselyov. Kinsey contacta con SGC para contarles todo y afirma que lo que hizo fue bajo los mayores intereses de los Estados Unidos. El Trust lo utilizó como un ardid para implantar un symbiote Goa'uld en Kinsey. Kiselyov ya es un Goa'uld, como lo son la mayoría de los miembros del Trust.
7. " Ex Deus Machina " - Ba'al, que se esconde en la Tierra, ha tomado el control del Trust.
8. " Uninvited " - Un agente del Trust fue sorprendido espiando a Mitchell y al General Landry, inadvertidamente, y trajo un parásito de otra dimensión a la Tierra mediante un dispositivo de encubrimiento Sodan.
9. " Memento Mori " - El Trust captura a Vala Mal Doran, en un esfuerzo por recuperar las memorias que pueden llevar al tesoro infinito.

- Datos: Q9090376